# Basil the Rat
Basil the Rat is de zesde en laatste aflevering van de tweede reeks van de komische BBC-televisieserie Fawlty Towers. De aflevering werd op 25 oktober 1979 voor het eerst uitgezonden. Het script werd geschreven door John Cleese en Connie Booth. De regie was in handen van Bob Spiers.
In deze episode wordt Fawlty Towers bedreigd met sluiting op last van een 'Health and Safety inspector'. Basil ontdekt dat Manuel een rat als huisdier houdt en staat erop dat die uit het pand wordt verwijderd, maar het dier ontsnapt en keert terug in het hotel terwijl de inspecteur opnieuw op bezoek komt.
In 1994 werd de aflevering bewerkt tot een toneelstuk, dat werd opgevoerd in het Theatre Geo in Hollywood.

## Rolverdeling
- John Cleese als Basil Fawlty
- Prunella Scales als Sybil Fawlty
- Andrew Sachs als Manuel
- Connie Booth als Polly Sherman
- Ballard Berkeley als Major Gowen
- Brian Hall als Terry the Chef
- Gilly Flower als Miss Abitha Tibbs
- Renee Roberts als Miss Ursula Gatsby

gastrollen:
- Sabina Franklyn als Quentina
- Melody Lang als Mrs. Taylor
- David Neville als Ronald
- John Quarmby als Mr. Carnegie
- Stuart Sherwin als hotelgast
- James Taylor als Mr. Taylor